# Công tước xứ Atholl
Công tước xứ Atholl (tiếng Anh: Duke of Atholl), được đặt tên theo địa danh Atholl ở Scotland, là một danh hiệu trong Peerage of Scotland do người đứng đầu Thị tộc Murray nắm giữ. Nó được Nữ vương Anne I tạo ra vào năm 1703 và trao cho John Murray, Hầu tước thứ 2 xứ Atholl, với phần còn lại đặc biệt dành cho người thừa kế nam của cha ông, Hầu tước thứ nhất.
Tính đến năm 2017, có 12 tước hiệu phụ gắn liền với Công tước xứ Atholl: Lãnh chúa Murray xứ Tullibardine (1604), Lãnh chúa Murray, Gask và Balquhidder (1628), Lãnh chúa Murray, Balvany và Gask (1676), Lãnh chúa Murray, Balvenie và Gask, ở Hạt Perth (1703), Tử tước Balquhidder (1676), Tử tước Balquhidder, Glenalmond và Glenlyon, ở Hạt Perth (1703), Bá tước xứ Atholl (1629), Bá tước xứ Tullibardine (1628), Bá tước xứ Tullibardine ( 1676), Bá tước xứ Strathtay và Strathardle, ở Hạt Perth (1703), Hầu tước xứ Atholl (1676) và Hầu tước xứ Tullibardine, ở Hạt Perth (1703). Những danh hiệu này cũng nằm trong Đẳng cấp quý tộc Scotland. Các công tước trước đây cũng từng giữ các danh hiệu sau: Nam tước Strange (Đẳng cấp quý tộc Anh]] 1628) từ năm 1736 đến 1764 và 1805 đến 1957; Nam tước Murray, của Stanley ở Hạt Gloucester, và Bá tước xứ Strange (Đẳng cấp quý tộc Đại Anh 1786) từ năm 1786 đến 1957, Nam tước Glenlyon, của Glenlyon ở Hạt Perth (Đẳng cấp quý tộc Vương quốc Liên hiệp Anh 1821) từ năm 1846 đến 1957 và Nam tước Percy (Đẳng cấp quý tộc Đại Anh 1722) từ năm 1865 đến năm 1957. Từ năm 1786 đến năm 1957, Công tước xứ Atholl ngồi trong Viện Quý tộc với tư cách là Bá tước Strange.
Con trai cả và người thừa kế rõ ràng của Công tước sử dụng tước hiệu lịch sự là Hầu tước xứ Tullibardine. Người thừa kế rõ ràng của Lãnh chúa Tullibardine sử dụng tước hiệu lịch sự là Bá tước xứ Strathtay và Strathardle (thường được rút ngắn thành Bá tước xứ Strathtay). Người thừa kế rõ ràng của Lãnh chúa Strathtay sử dụng tước hiệu lịch sự Tử tước Balquhidder. Công tước Atholl là tộc trưởng cha truyền con nối của Thị tộc Murray.